# Poncichterek
A poncichter név magyarul babtermelőt jelent, hiszen nagy területen fekvő szőlőikben és szántóföldjeiken sok babot termelnek és sok babból készült ételt fogyasztanak.
A poncichter élete teljes egészében a földhöz kötődött. Napjait meghatározta az állandóan változó időjárás. Hagyományaikhoz nagyon ragaszkodott, hiszen ezt tanulta őseitől. A munka során ugyanazokat a fogásokat alkalmazta és ugyanazokat a szerszámokat használta, mint az elődei. 
Életét a szőlő virágzása, a metszés, a szüret illetve a téli disznóölés határozta meg, hiszen ez a körforgás irányította mindazok életét, akik a földműveléssel foglalkoztak. Hol jobban, hol rosszabbul, de megéltek a földből.
A soproni poncichter élet alapja a család volt. A férfiak intézték a család anyagi, gazdasági ügyeit. A feleségek vezették a háztartást, dolgoztak a szőlőben és a borkimérésben. A gyerekek nevelését nyáron a nagyszülők végezték, hiszen a szülők egész nyáron a szőlőben dolgoztak.Ezekből a családokból igen kevés gyerek tanult tovább.
A szőlőművelés korábban más munkafolyamatokat is tartalmazott. A hagyományos szőlőművelés a ma már ismeretlen karóhúzással kezdődött. Ekkor még novemberben volt a szüret, így ezt a munkát az időjárás nagyban befolyásolta. A karó kihúzása után a gondos gazda a karók helyét is betaposta és a szőlőtőkét is betakarta földdel, hogy megóvja a gyökereket a tél viszontagságaitól. A karókkal végzett munkát a lányok, asszonyok végezték. A férfiak ezalatt felásták a földet, ami igen nagy fizikai igénybevétel volt.
Kártevők keserítették meg a poncichterek munkáját. A gazdák együttes erővel szálltak velük szembe és kézzel szedték össze a bogarakat. A sodróbogár elpusztítása jóval könnyebb volt, mert a félig összesodort levelekkel együtt szedték össze és égették el őket.